# Karl-Heinz Eyermann
Karl-Heinz Eyermann (* 1932; † 2011) war ein deutscher Publizist in der DDR. Er veröffentlichte in der DDR,  unter anderem im Militärverlag, zahlreiche Bücher.
Nach Angaben des Verlegers soll Eyermann „tiefe Einblicke in die Forschungen zur Luft- und Raumfahrttechnik“ gewonnen haben und sei mit vielen Wissenschaftlern und Militärexperten persönlich bekannt gewesen. „Bei seiner Zusammenarbeit mit Technikern und Kosmonauten habe er auch kaum dokumentierte Unfälle im kasachischen Weltraumbahnhof Baikonur miterlebt.“
In seinem Nachlass befinden sich zahlreiche Materialien wie z. B. Fachliteratur,  Film- und Tondokumente und rund 10 000 Originalfotos.

## Veröffentlichungen
- Der XX. Parteitag der KPdSU zu militärischen Fragen; 1956
- Zur gegenwärtigen Situation im militärischen Denken der USA; 1957
- Sportflugzeuge. Segelflugzeuge; 1959
- Rund um das Flugzeug; 1960
- Luftspionage: 2 Bände; 1963
- Der große Bluff: aus Geheimarchiven der deutschen Luftfahrt; 1963
- Wunder der Elektronik; 1964
- Lufttransport – Spiegelbild der Luftmacht; 1967
- Raketen: Schild und Schwert; 1967
- Testpiloten, MiGs, Weltrekorde; 1969
- Bomber, Raketenträger, Seeflugzeuge; 1969
- Mensch, Mut und Mach; 1970
- Strahltrainer; 1971
- Die Luftfahrt der UdSSR: 1917–1977; 1983
- Sojus, Apollo 1975; (= Akzent-Reihe Band 13) 1975
- mit Gerhard Kowalski: Raduga: Interkosmos – der gemeinsame Weg ins Weltall; eine Dokumentation über die Zusammenarbeit der sozialistischen Länder bei der Erforschung des Weltraumes zum Nutzen von Wissenschaft und Volkswirtschaft; Zentralvorstand der Gesellschaft für Deutsch-Sowjetische Freundschaft. Abteilung Agitation, 1977
- MiG-Flugzeuge; 1986, ISBN 978-3-344-00071-4.